# Белоглазовы-Лыковы
Белогла́зовы-Лы́ковы — угасший княжеский род, одна из многочисленных ветвей князей Оболенских, потомки князя Ивана Владимировича Лыка Оболенского и его сына Ивана Белоглазового, от внука Ивана Владимировича Ивана Ивановича Белоглазого Лыкова-Оболенского, пошла небольшая отрасль князей Лыковых-Оболенских. Сын последнего Семён Иванович, в 1617/20 годах воевода Переяславле-Рязанском, племянник князь Григорий Борисович (ум. 1658/1667) — стольник. Со смертью его сына Ивана Григорьевича, род пресёкся.
Известные представители:
- Лыков-Оболенский, Иван Иванович Белоглазый — (ум. после 1548) — воевода, младший сын князя Ивана Владимировича Лыко-Оболенского.
- князь Лыков-Оболенский, Иван Иванович Белоглазый (ум. 1560) — потомки которого стали писаться Белоглазовыми-Лыковыми.
- Белоглазов-Лыков, Григорий Борисович (ум. 1658/1667) — стольник.
- князь Белоглазов-Лыков, Иван Григорьевич (ум. 1678) — стольник.
- князь Белоглазов-Лыков, Борис Иванович (ум. до 1627) — дворянин московский.
- Белоглазов-Лыков, Семён Иванович (ум. 1633) — воевода.